# Мындрешты
Мындрешты (рум. Mîndreşti, Мындрешть) — село в Теленештском районе Республики Молдова. Является административным центром коммуны Мындрешты, включающей также село Кодру.

## География
Село расположено на высоте 63 метров над уровнем моря.

## Население
По данным переписи населения 2004 года, в селе Мындрешть проживает 4160 человек (2051 мужчина, 2109 женщин).
Этнический состав села:
| Национальность | Число жителей | Процентный состав |
| -------------- | ------------- | ----------------- |
| молдаване      | 3909          | 93.97             |
| румыны         | 232           | 5.58              |
| русские        | 11            | 0.26              |
| украинцы       | 4             | 0.1               |
| гагаузы        | 1             | 0.02              |
| прочие         | 3             | 0.07              |
| Всего          | 4160          | 100 %             |

## Известные уроженцы
- Филимон Бодиу (ок. 1910—1950) — молдавский антикоммунист, лидер антисоветской подпольной организации.
- Андрей Нэстасе (род. 1975) — молдавский политический, государственный и общественный деятель. Вице-премьер-министр Республики Молдова, Министр внутренних дел Республики Молдова с 8 июня по 12 ноября 2019 (и. о. 12—14 ноября 2019).
- Наталья Бундуки (род. 1973) — молдавская футболистка.
- Георгий Мустя (род. 1951) —  молдавский дирижёр и педагог; профессор, академик Академии наук Молдовы. Народный артист Молдавской ССР (1991), Заслуженный человек Республики Молдова (2020).